# Ihilii Ghelb
Ihilii Ghelb (ur. 27 lipca 1880 w Botuszanach, zm. ?) – nauczyciel.

## Życiorys
Urodził się 27 lipca 1880 w Botuszanach. Był wyznania mojżeszowego. Podjął pracę nauczyciela od 1 września 1904. Rozporządzeniem z 7 czerwca 1906 C. K. Rady Szkolnej Krajowej został przeniesiony ze stanowiska zastępcy nauczyciela w C. K. Wyższej Szkole Realnej w Jarosławiu na równorzędne stanowisko w C. K. Wyższej Szkoły Realnej w Stanisławowie, gdzie uczył języka niemieckiego, a od 1 lutego do 4 czerwca 1908 był na urlopie. Egzamin zawodowy złożył 2 czerwca 1908. Reskryptem z 28 sierpnia 1908 C. K. Rady Szkolnej Krajowej otrzymał posadę nauczyciela rzeczywistego w C. K. Gimnazjum Męskim w Sanoku. Z funkcji zastępcy nauczyciela został mianowany nauczycielem rzeczywistym 1 września 1908. Reskryptem C. K. Rady Szkolnej Krajowej z 1 czerwca 1911 został zatwierdzony w zawodzie nauczycielskim i otrzymał tytuł c. k. profesora. W sanockim gimnazjum uczył niemieckiego, łacińskiego, był zawiadowcą biblioteki niemieckiej. Nauczając w szkole skłaniał uczniów do prowadzenia rozmów w języku niemieckim dla nabrania wprawy, jednocześnie wzbraniając używania języka polskiego, posiadał wśród uczniów autorytet, posiadał wysoką wiedzę i szanowane metody nauczania. Był członkiem zarządu sanockiego koła Towarzystwa Nauczycieli Szkół Wyższych, 26 października 1919 został wybrany zastępcą skarbnika. W Sanoku zamieszkiwał przy ulicy Zamkowej 179. Reskryptem C. K. Rady Szkolnej Krajowej z 31 sierpnia 1911 został przydzielony do służby w C. K. I Wyższej Szkole Realnej w Krakowie na przeciągu I półrocza roku szkolnego 1911/1912. W 1914 był przypisany do adresu ulicy św. Tomasza 8 w Krakowie. Po wybuchu I wojny światowej od 19 września 1914 przebywał w Wiedniu. Otrzymał VIII rangę służbową od 1 października 1918.
Po odzyskaniu przez Polskę niepodległości był nauczycielem w okresie II Rzeczypospolitej jako urzędnik Kuratorium Okręgu Szkolnego Lwowskiego. Zasiadał w radzie nadzorczej żydowskiego stowarzyszenia „PARD” (Przemysł Artystyczny i Domowy) w Sanoku. Decyzją z 6 października 1925 został formalnie przydzielony do XII Państwowego Gimnazjum we Lwowie, do którego został przesunięty faktycznie od września 1927. W szkole uczył języka niemieckiego, w styczniu 1930 zorganizował w szkole Kasę Oszczędności i prowadził ją do 31 października 1931. Z posady nauczyciela w XII Państwowym Gimnazjum im. Stanisława Szczepanowskiego we Lwowie został przeniesiony w stan spoczynku w połowie 1935.
Jego żoną była Adela (ur. 1881); oboje przebywali w Krakowie podczas II wojny światowej i trwającej okupacji niemieckiej, będąc przypisani do adresu ulicy św. Jana 3. Mieli syna Albina (ur. 1907 w Stanisławowie, absolwent Gimnazjum w Sanoku z 1925, w roku akademickim 1927/1928 demonstrator w Instytucie Chemii Lekarskiej na Wydziale Lekarskim Uniwersytetu Jana Kazimierza we Lwowie, podporucznik rezerwy w korpusie oficerów sanitarnych Wojska Polskiego, do 1939 jako dr Albin Gelb lekarz internista we Lwowie).

## Odznaczenia
austro-węgierskie
- Medal Jubileuszowy Pamiątkowy dla Cywilnych Funkcjonariuszów Państwowych (przed 1914)[57]
- Krzyż Jubileuszowy dla Cywilnych Funkcjonariuszów Państwowych (przed 1912)[58][59]